# Корніс Йоганн Йоганнович
Йоганн Йоганович Корніс, (20 червня 1789, Бервальде, під Гданськом, Річ Посполита — 13 березня 1848, Орлов, Мелітопольський повіт, Російська імперія) — землевласник, менонітський державний і громадський діяч, засновник Старобердянського лісництва.

## Біографія
Йоганн Корніс народився 20 червня 1789 року в селищі Бервальде під Гданськом, в Речі Посполитій, в сім'ї Йоганна Корніса, селянина і лікаря, і Марії Корніс, уродженої Классен. У 1793 році територія, на якій вони проживали, перейшла під владу Пруссії. У 1804 році родина Корнісів переїхала в Російську імперію і оселилася в Хортицькому менонітському окрузі, а в 1806 році переїхала в село Орлове в Молочанський менонітський округ. В Орлові Йоганн Корніс працював у мірошника, потім зайнявся торгівлею, продаючи в портових містах Криму продовольчі продукти, куплені у німецьких колоністів. У 1809 році на орендованих землях Корніс організував велике вівчарське господарство. У 1811 році він одружився з Агнесою Классен, і в 1813 році побудував для своєї сім'ї садибу в Орлові. У 1812 році Корніс на 505 десятинах орендованої землі заснував хутір Юшанли (нинішнє село Кірове Токмацького району). У 1836 році імператор подарував землі хутора у власність Корнісів. В Юшанли Корніс вів зразкове конярство і вівчарство, побудував заводи — цегляний, черепичний і з випалювання вапна. У 1832 році він придбав маєток Тащенак. З 3350 десятин землі, а в 1842 році — сусідній маєток Веригін з 1600 десятинами.
Йоганн Корніс успішно займався поліпшенням породи овець і коней, селекцією рослин, був одним з ініціаторів впровадження шовкопрядства на землях Таврії. У 1830 року на невеликій ділянці своїх земель Корніс посадив лісові дерева, ставши одним з піонерів висадки лісових насаджень в степовій зоні. У 1846 році за сприяння міністра державного майна Російської імперії графа Кисельова Корніс заклав Старобердянське лісництво, яке тепер стало державним заказником площею 1132 га. З 1830 Корніс був головою Товариства сприяння поширенню лісо-, садо-, шовківництва і виноградарства, в 1836 перейменованого в Товариство по поліпшенню сільського господарства. Товариство зобов'язувало колонії застосовувати 4-х пільну систему сівозміну, піклувалося про розвиток тваринництва, стежило за станом громадських будівель і будинків селян.
Багато чого було зроблено Корнісом і для розвитку народної освіти. У 1820 році за його ініціативою було організовано товариство, яке побудувало християнську школу в Орлові. За дорученням російського уряду з 1843 року Корніс здійснював нагляд і керівництво всіма менонітськими школами. Він ввів в навчальних закладах правила, які передбачали гуманне навчання дітей з урахуванням їх інтересів, пропагував впровадження сучасних методів викладання, брав участь у складанні навчальних програм.
Після смерті Йоганна Корнісп його господарства були розділені між його сином Йоганном, братом Давидом і зятем Ф. Вібе. На могилі Корніса меноніти встановили пам'ятник у вигляді обламаної мармурової колони, «на знак того, що його праця не була завершена».

## Відгуки сучасників
Мандрівник фон Хаксхаузен так відгукнувся про Йоганн Корніс:
Корніс мав усі дані, щоб стати губернатором, але він не хотів нічого більшого, ніж бути менонітським селянином.

## Пам'ять
- На честь Йоганна Корніс були названі села Іоганнесру Мелітопольського повіту (нинішнє село Долинське, Мелітопольський район, Запорізька область) і Іоганнесру Перекопського повіту (нинішнє село Гришине, Первомайський район, Крим).[6]